# Brąz koryncki
Brąz koryncki (także mosiądz koryncki lub corinthiacum) – ceniony w starożytności stop, prawdopodobnie miedzi ze złotem lub srebrem (bądź też oboma). Uważa się również, że mógł być wysokiej jakości brązem, lub też rodzajem brązu produkowanego w Koryncie. Wzmianki o nim można znaleźć w niektórych antycznych tekstach, do naszych czasów nie zachowały się żadne przedmioty wykonane z brązu korynckiego.

## Europa
Ze wszystkich znanych w starożytności typów brązu i mosiądzu (znanego w łacinie jako aes, w grece jako χαλκός), brąz koryncki był ceniony najwyżej, wyżej nawet niż złoto. Statuy, naczynia i inne obiekty wykonane z tego stopu były bezcenne. Rzymskie wazy i ornamenty z brązu korynckiego miały mieć większą wartość, niż gdyby były wykonane ze srebra czy złota. Wedle przekazów ze starożytności, m.in. Pliniusza Starszego, brąz koryncki dzielił się na trzy rodzaje, w zależności od metalu, dodawanego do miedzi – złota (leutem), srebra (candidum) lub złota i srebra wymieszanego w równej proporcji z miedzią. Według Plutarcha i Cycerona, koryncki brąz w przeciwieństwie do większości innych stopów miedzi był odporny na ścieranie. Pliniusz wspominał również o czwartym, ciemnym stopie, znanym jako hepatizon.
Wedle legendy, brąz koryncki powstał przez przypadek, podczas pożaru Koryntu w 146 p.n.e. po zdobyciu miasta przez Lucjusza Mummiusa Achaicusa, gdy przechowywane w mieście ogromne ilości złota, srebra i miedzi uległy stopieniu. Pliniusz uważał tę historię za niewiarygodną, albowiem już za jego czasów metoda produkcji brązu korynckiego była zaginiona, chociaż niektóre źródła opisywały proces jego wytwarzania, na który składały się obróbka termiczna, hartowanie, ługowanie i dogniatanie, zbliżony do niektórych technik pozłacania.

## Poza Europą
Przedmioty wykonane z brązu korynckiego wspomniane są w Biblii. Południowa brama Drugiej Świątyni w Jerozolimie, znana jako Piękna (Dzieje Apostolskie 3,2) podobno była wykonana z brązu korynckiego, bądź też nim pokryta. Jest również wspomniany w Księdze Ezdrasza (8,27, złocisty spiż w Biblii Tysiąclecia). Być może brązem korynckim był "drogocenny metal" (gr. chalkolibanon) wspominany w Apokalipsie św. Jana 1,15; 2,18 w opisie nóg wizji Chrystusa. Józef Flawiusz relacjonuje, że zamożni Żydzi posiadali wyroby z brązu korynckiego.
Stop złota i miedzi, znany jako tumbaga, był w powszechnym użyciu w prekolumbijskich kulturach środkowoamerykańskich. Jego skład był identyczny z brązem korynckim. Zbliżony proces metalurgiczny opisany został w egipskim papirusie, datowanym na IV wiek p.n.e.